# دیپ ریور (آیووا)
دیپ ریور (به انگلیسی: Deep River) شهری در ایالت آیووا کشور ایالات متحده آمریکا است که جمعیت آن در سرشماری سال ۲۰۱۰ میلادی، ۲۷۹ نفر بوده‌است.